# 克拉宰
克拉宰（法語：Clazay，法語發音：[klazɛ]）是法国德塞夫勒省的一个旧市镇。1973年1月1日，克拉宰与邻近的8个市镇以关联合并的形式并入布雷敘爾，克拉宰成为了布雷叙尔的关联市镇。2013年3月28日，克拉宰与其他关联市镇转变为委派市镇。

## 地理
克拉宰（46°48'37.9"N, 0°33'35.0"W）位于法国新阿基坦大区德塞夫勒省，该省份为法国西部内陆省份，北起曼恩-卢瓦尔省，西接旺代省，南至夏朗德省和滨海夏朗德省，东临维埃纳省。
克拉宰的时区为UTC+01:00、UTC+02:00（夏令时）。

## 行政
克拉宰的邮政编码为79300，INSEE市镇编码为79093。

## 人口
克拉宰于2018年1月1日时的人口数量为707人。